# Tổng hội Địa chất Việt Nam
Tổng hội Địa chất Việt Nam là tổ chức xã hội - nghề nghiệp của những tổ chức chuyên ngành và người làm việc trong các lĩnh vực liên quan đến địa chất tại Việt Nam .
Tổng hội có tên giao dịch tiếng Anh là Vietnam Union of Geological Sciences, viết tắt là VUGS. Tổng hội địa chất Việt Nam có 15 Hội chuyên ngành.
Điều lệ hiện hành của Tổng hội được Bộ Nội vụ phê duyệt tại Quyết định Số 83/2003/QĐ-BNV ngày 17 tháng 12 năm 2003 .
Trụ sở Tổng hội đặt tại địa chỉ số 6 phố Phạm Ngũ Lão, phường Phan Chu Trinh, quận Hoàn Kiếm, thành phố Hà Nội, trong khuôn viên của Tổng cục Địa chất và Khoáng sản .

## Hoạt động
Tổng hội Địa chất Việt Nam hiện tổ chức Đại hội cho nhiệm kỳ 5 năm. Đại hội lần thứ VII cho nhiệm kỳ 2013-2018 đã bầu BCH và thông qua các báo cáo, nghị quyết về công tác của Tổng hội nhiệm kỳ tới .
Trong năm 2016 Tổng hội Địa chất Việt Nam đã có nhiều biến đổi khởi sắc. Nhiều thành viên đã tham gia vào nhiều đề tài cấp thiết . Một số chủ đề là:
- Phản biện siêu dự án giao thông thủy xuyên Á trên Sông Hồng của Công ty TNHH Xuân Thiện, Ninh Bình.
- Đánh giá tác động của biến đổi khí hậu, nước biển dâng gây tổn thương một số ngành kinh tế các đảo Việt Nam.

## Các Hội thành viên
Các thành viên của Tổng hội gồm có 
1. Các Hội thành viên chuyên ngành, nêu trong bảng, thành lập theo Quyết định phê duyệt của Bộ Nội vụ số 18/2005/QĐ-BNV ngày 20 tháng 1 năm 2005 [8]
2. Các Hội Địa chất tại một số tỉnh, thành
3. Các Hội địa phương trực thuộc: Hội Địa chất Tây Bắc, Hội Địa chất Đông Bắc, Hội Địa chất Như Quỳnh, Hội Khoáng sản, Hội Công nghệ Đá màu thiên nhiên, Hội Đá Ốp lát và trang trí, và Câu lạc bộ Búa vàng Địa chất.
4. Các đơn vị khoa học - công nghệ: Tổng hội Địa chất Việt Nam đã thành lập 33 đơn vị khoa học - công nghệ được Bộ Khoa học và Công nghệ cấp giấy phép hoạt động, trong đó có 3 Viện nghiên cứu, 15 Liên hiệp khoa học sản xuất và 15 Trung tâm nghiên cứu và ứng dụng tiến bộ khoa học - kỹ thuật tiên tiến của ngành Địa chất và Môi trường.

| Tên hội                                               | Viết tắt | Tên giao dịch (tiếng Anh)                                      |
| ----------------------------------------------------- | -------- | -------------------------------------------------------------- |
| Hội Cổ sinh - Địa tầng Việt Nam                       | VAPS     | Vietnam Association for Paleontology and Stratygraphy          |
| Hội Kiến tạo Việt Nam                                 | VAT      | Vietnam Association of Tectonics                               |
| Hội Đệ tứ - Địa mạo Việt Nam                          | VAQG     | Vietnam Association for Quatenary - Geomorphology              |
| Hội Khoáng thạch học Việt Nam                         | VAMP     | Vietnam Association for Mineralogy - Petroggraphy              |
| Hội Trầm tích Việt Nam                                | VAS      | Vietnam Association of Sedimentologists                        |
| Hội Địa hóa Việt Nam                                  | VAG      | Vietnam Association for Geochemistry                           |
| Hội Địa chất Biển Việt Nam                            | VIMGA    | Vietnam Marine Geology Association                             |
| Hội Địa chất Kinh tế Việt Nam                         | VAEG     | Vietnam Association for Economic Geology                       |
| Hội Đá quý Việt Nam                                   | VAG      | Vietnam Association for Gemstone                               |
| Hội Địa chất Than - Khoáng sản Việt Nam               | VACMG    | Vietnam Association for Coal Minerals Geology                  |
| Hội Địa chất Thủy văn Việt Nam                        | VAHG     | Vietnam Association of Hydrogeology                            |
| Hội Địa chất Công trình và Môi trường Việt Nam        | VAEGE    | Vietnam Association for Engineering Geology and the Enviroment |
| Hội Tuyển Khoáng Việt Nam                             | VAPG     | Vietnam Association for Ore-Processing                         |
| Hội Công nghệ Khoan - Khai thác Việt Nam              | VADT     | Vietnam Association for Drilling Technology                    |
| Hiệp hội Doanh nghiệp Địa chất và Khoáng sản Việt Nam | VAGME    | Vietnam Association of Geological and Mineral Enterprises      |